# Rabbit Hole (televizijska serija)
Rabbit Hole (Rabbit/Hole) američka je špijunsko-trilerska televizijska serija koju su stvorili John Requa i Glenn Ficarra za Paramount+.
Serija je premijerno prikazana 26. ožujka 2023., u Hrvatskoj se prikazuje svakog petka od 31. ožujka na streaming platformi SkyShowtime.

## Radnja
Jonathan Weir glumi privatnog špijunskog operativca, koji se nađe usred bitke za očuvanje demokracije u svijetu dezinformacija, manipulacija, masovnog nadzora i interesnih skupina koje upravljaju tim izvanrednim moćima.

## Glumačka postava
- Kiefer Sutherland kao Jonathan Weir
- Meta Golding kao Hailey Winton
- Enid Graham kao Josephine "Jo" Madi
- Rob Yang kao Edward Homm
- Walt Klink kao The Intern
- Charles Dance kao Dr. Ben Wilson
- Jason Butler Harner kao Miles Valence
- Ishan Davé kao Hafiz
- Wendy Makkena kao Debra
- Mark Winnick kao mladi Crowley

## Epizode
| Br. | Izvorni naziv             | Hrvatski naziv        | Izvorni datum prikazivanja | Hrvatski datum prikazivanja |
| --- | ------------------------- | --------------------- | -------------------------- | --------------------------- |
| 1   | Pilot                     | Pilot                 | 26. ožujka 2023.           | 31. ožujka 2023.            |
| 2   | At Any Given Moment       | U bilo kojem trenutku | 26. ožujka 2023.           | 31. ožujka 2023.            |
| 3   | The Algorithms of Control | Algoritmi kontrole    | 2. travnja 2023.           | 7. travnja 2023.            |
| 4   | The Person in Your Ear    | –                     | 9. travnja 2023.           | 14. travnja 2023.           |
| 5   | Tom                       | –                     | 16. travnja 2023.          | 21. travnja 2023.           |

## Produkcija
Paramount+ je naručio dramsku seriju špijunaže koju su stvorili John Requa i Glenn Ficarra, a u kojoj glumi Kiefer Sutherland iz CBS Studija u svibnju 2021., a naslov serije "Rabbit Hole" najavljen je u veljači 2022. Rob Yang bio je prvi dodan glumačkoj postavi, a nakon njega Charles Dance, Meta Golding, Enid Graham, Jason Butler Harner i Walt Klink. Wendy Makkena pridružila se glumačkoj postavi u rujnu 2022. godine.
Prema riječima Sutherlanda serija je inspirirana političkim filmskim trilerima, uključujući Tri kondorova dana (1975.), Mandžurijski kandidat, Maratonac (1976.) i Ubojice i svjedoci (1974.).
Serija se počela snimati u Ontariju u svibnju 2022., a odvijala se prvenstveno u Torontu s dodatnim scenama u Hamiltonu.

## Distribucija
Na panelu Paramount+'s Television Critics Association, 9. siječnja 2023., otkriveno je da će serija biti premijerno prikazana 26. ožujka 2023.
Serija je svoju linearnu premijeru imala na Paramount Networku u Sjedinjenim Državama 27. ožujka 2023.